# Pindara colorata
Pindara colorata là một loài bướm đêm trong họ Noctuidae.